# 恰格里夫
49°17′46″N 24°31′54″E / 49.29611°N 24.53167°E

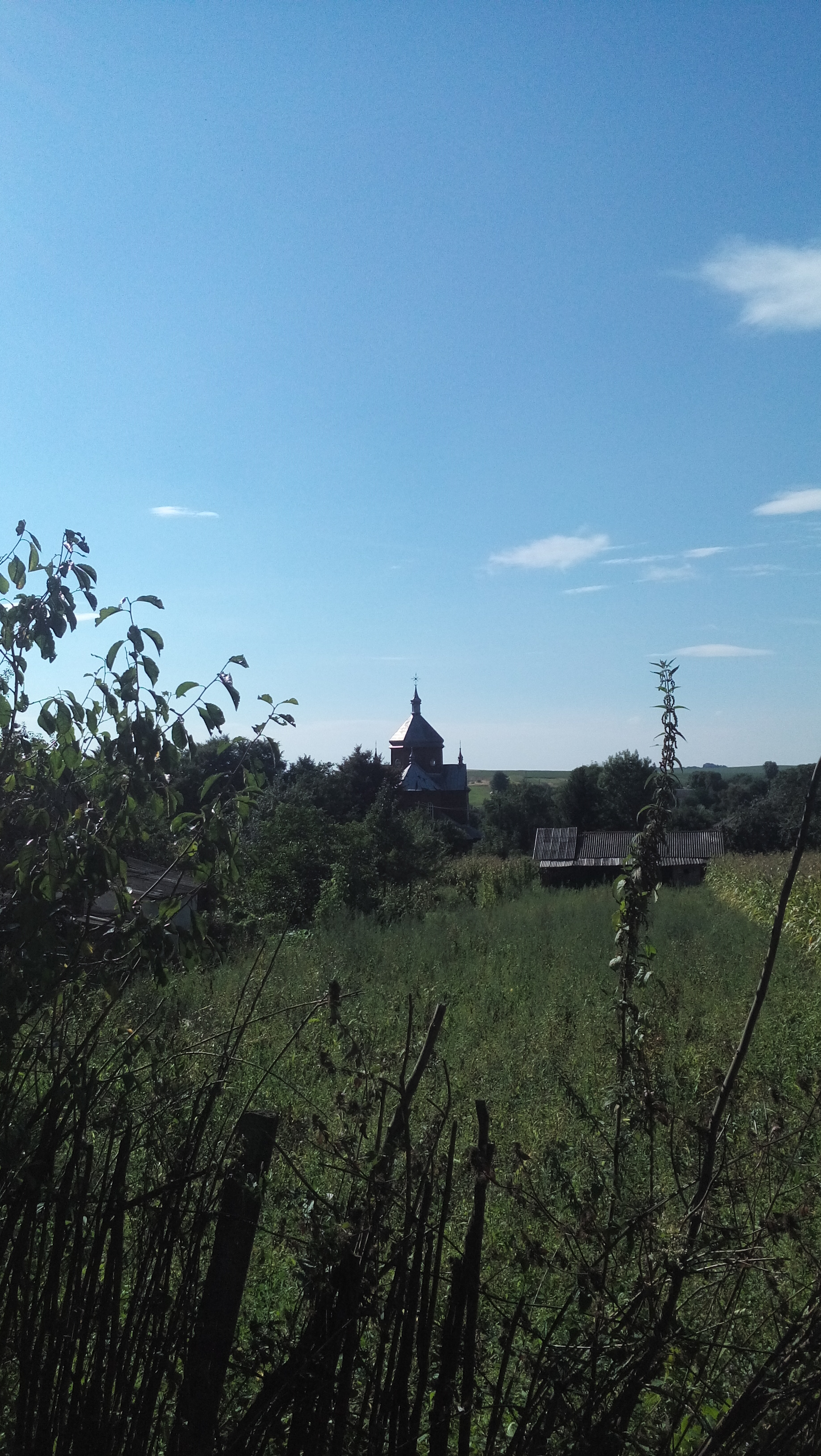

恰格里夫（烏克蘭語：Чагрів），是烏克蘭西部的村莊，隸屬伊萬諾-弗蘭科夫斯克州的伊萬諾-弗蘭科夫斯克區。該村始建於1647年，面積18.9平方公里，2001年人口827，人口密度每平方公里43.7人。